# مملكة بنو ثابت
إمارة بنو ثابت (1324م-1416م) وهي إمارة عربية تأسست بطرابلس الغرب وينحدر مؤسسوها بنو ثابت من ذرية “وشاح بن عامر السُلمي” من بني دبَّاب إحدى بطون بني سليم في إفريقية. آل لهم حكم طرابلس من سنة 1324م حتى 1416م.
إمتد حكمهم من خليج سرت شرقاً حتى قابس غرباً بالإضافة الى جبل نفوسة، وحوَّلوا البلاد إلى إقطاعيات اقتسموها فيما بينهم، بعد أن ازاحوا عنها ملك هوارة وزناتة، وكانوا هم المتصرفين الفعليين فيها، ولم يكن للسلطة الحفصية المركزية في القيروان عليهم من سلطان سوى تعيين القضاة على مدينة طرابلس.
وهكذا تمكن الوشاحيين أخيراً من إنتزاع حكم البلاد لهم وخرجوا بها من ظل الحفصيين وتولت البلاد سلالة منهم تُعرف بسلالة “بنو عمَّار” أو “بنو ثابت” وأحياناً “بنو ثابت بن عمِّار”.
وكان “بنو ثابت” من الأسر الطرابلسية الشهيرة في البلاد، وأول من تولى الحكم منهم كان هو “ثابت بن محمد بن ثابت بن عمَّار”، وكان ذلك سنة 1323م (727 هـ(1)) بعد أن طرد أهالي البلاد واليها السابق “محمد بن أبي عمران” الحفصي لتنتهي بذلك رسمياً حكم الحفصيين بطرابلس.
ثم استقلت مملكة بنو ثابت من (الحفصيه)

## تاريخ
في عام 755هـ، احتل تجار جنوة مدينة طرابلس وهرب ثابت بن محمد بن ثابت الثاني من المدينة ولم يستطع الأهالي الدفاع عنها، وغلبوا على أمرهم فاحتلوا البلاد ونهبوا الأموال وأسروا الرجال وسبوا النساء، ونقلوا الغنائم الى جنوة، فتدخل بنو مكي الأمازيغ، بزعامة أحمد بن مكي وكان حاكماً لقابس وتفاوض مع المحتلين وطلبوا منه دفع خمسين ألف مثقال من الذهب العين، فوافق على ذلك وأرسل الى السلطان أبي عنان في تونس يطلب المعونة لدفع المبلغ، لكنه لم يفعل مما أدى بأحمد بدفع ما يملك ودعمه أهل قابس والجريد في ذلك ودُفع المبلغ، لتتحرر طرابلس وقد مكث فيها الجنويين حوالي خمسة أشهر.

## قائمة الحكام
- ثابت بن محمد (الأول) (... – 724هـ)
- محمد بن ثابت (... – 730هـ) : غزا جزيرة جربة وضمها الى طرابلس واستعادها بنو حفص سنة 748 هـ.[2]
- ثابت بن محمد بن ثابت الثاني (... – 755هـ)

.

### فهرس
1. 1 2 3  طبيب (2021).
2. 1 2 3  الصلابي (1998)، ص. 367.
3. ↑  "فصل: الخبر عن بني ثابت رؤساء مدينة طرابلس واعمالها:|نداء الإيمان". www.al-eman.com. مؤرشف من الأصل في 2023-06-08. اطلع عليه بتاريخ 2023-06-07.

### المعلومات المفصلة للمراجع
- علي الصلابي (1998)، دولة الموحدين، عَمَّان: دار البيارق للنشر، QID:Q119170563
- "دولة الوشاحيين في طرابلس الغرب". hishamtabib. 15 سبتمبر 2021. مؤرشف من الأصل في 2023-06-07. اطلع عليه بتاريخ 2023-06-07. {{استشهاد ويب}}: الوسيط |الأول= يفتقد |الأخير= (مساعدة)
- ابن خلدون (1981)، العبر وديوان المُبتدأ والخبر في تاريخ العرب والبربر ومن عاصرهم من ذوي الشأن الأكبر، مراجعة: سهيل زكار. تحقيق: خليل شحادة (ط. 1)، بيروت: دار الفكر، OCLC:236018229، QID:Q114684142